# Brđani (Rešetari)
Brđani su naseljeno mjesto u Republici Hrvatskoj u općini Rešetari u Brodsko-posavskoj županiji.

## O naselju
U Brđanima se nalazi kapela Svetog Roka koja pripada župi Mučeništva sv. Ivana Krstitelja iz Zapolja, te je dio Novogradiškog dekanata Požeške biskupije. U naselju djeluje NK Mladost Brđani.

## Zemljopis
Brđani se nalaze istočno od Nove Gradiške, 5 km udaljeni od Rešetara, susjedna naselja su Gunjavci na sjeveru, Adžamovci na zapadu, Tisovac na istoku, te Godinjak i Zapolje na jugu.

## Stanovništvo
Prema popisu stanovništva iz 2011. godine Brđani su imali 252 stanovnika. 
| broj stanovnika | 194   | 230   | 220   | 279   | 369   | 491   | 489   | 536   | 540   | 538   | 460   | 455   | 384   | 351   | 298   | 252   | 202   |
|                 | 1857. | 1869. | 1880. | 1890. | 1900. | 1910. | 1921. | 1931. | 1948. | 1953. | 1961. | 1971. | 1981. | 1991. | 2001. | 2011. | 2021. |

## Šport
- NK Mladost Brđani